# Muhsin Hendricks
Muhsin Hendricks (Kaapstad, juni 1967 – Bethelsdorp, 15 februari 2025) was een Zuid-Afrikaanse imam, islamitische geleerde en lgbt-activist. Hij was betrokken bij verschillende LGBT-belangenorganisaties en streed voor meer acceptatie van LGBT-personen binnen de islam. Hij wordt beschouwd als de eerste openlijk homoseksuele imam ter wereld, nadat hij in 1996 uit de kast kwam als homoseksueel. Hendricks werd in februari 2025 in Gqerbeha, Zuid-Afrika, het slachtoffer van een haatmisdrijf en overleed aan schotwonden bij een moordaanslag.